# Gustav Giemsa
Gustav Giemsa (ur. 20 listopada 1867 w Blachowni Śląskiej, zm. 10 czerwca 1948 w Biberwier) – niemiecki chemik i bakteriolog. 
Urodził się 20 listopada 1867 roku w Medar-Blechhammer (dziś Blachownia – część miasta Kędzierzyn-Koźle). Studiował farmację i mineralogię na Uniwersytecie w Lipsku, i chemię oraz bakteriologię na Uniwersytecie w Berlinie. Między 1895 a 1898 rokiem pracował jako farmaceuta w niemieckich koloniach w Afryce Wschodniej. Był asystentem Bernharda Nochta w Instytucie Medycyny Tropikalnej (Institut für Tropenmedizin) w Hamburgu, w 1900 roku został dyrektorem Wydziału Chemii tego instytutu. 
W 1904 roku Giemsa opublikował pracę, w której przedstawił nową metodę barwienia wiciowców, erytrocytów oraz bakterii. Metoda Giemsy była ulepszeniem metody Romanowskiego; Giemsa użył obok eozyny Y i błękitu metylenowego utrwalającego roztwór glicerolu. Metoda Giemsy stosowana jest powszechnie do dziś.